# Salarias fasciatus
Salarias fasciatus es una especie de pez de la familia Blenniidae en el orden de los Perciformes.

## Morfología
Los machos pueden llegar alcanzar los 14 cm de longitud total.
Tiene 12 espinas dorsales y de 18 a 20 suaves rayas dorsales. La librea tiene numerosas manchas pálidas en tonos grises y azulados, rayas oscuras y diversas bandas negruzcas. Tiene una gran capacidad para mimetizarse con el medio y modificar ligeramente su coloración.
Carece de escamas. Sus aletas pélvicas le permiten erguirse al igual que otros blénidos.
Como es normal en el género, su cabeza está característicamente achatada frontalmente y posee grandes ojos que puede mover en un amplio ángulo.
Los adultos no tienen vejiga natatoria, y por ello suelen estar la mayor parte del tiempo reposando sobre las rocas o el fondo.

## Depredadores
En Australia es depredado por Plectropomus Leopardus .

## Reproducción
Es ovíparo. Los huevos son demersales y adhesivos.

## Hábitat
Es un pez de mar y de clima tropical y asociado a los  arrecifes de coral que vive entre 0-8 m de profundidad. Habita tanto las laderas, como las lagunas soleadas o arrecifes exteriores. También en zonas mareales y zonas mixtas de corales, con suatratos arenosos y rocosos.

## Distribución geográfica
Se encuentra desde el Mar Rojo el África Oriental hasta Samoa, las Islas Ryukyu, la Gran Barrera de Coral y Nueva Caledonia

## Alimentación
Es omnívoro, aunque su alimentación principal consiste en arrancar algas de las rocas y corales.

## Mantenimiento
Debido a su necesidad vegetal, los Salarias son muy apreciados como controladores de las plagas de algas en los acuarios. Estas algas son muy apreciadas en su fase inicial, sin embargo no ocurre lo mismo con las algas filamentosas ya desarrolladas. También come cianobacteria y limo. Esto supone que el acuario debe contar con suficiente "roca viva" para poder proveerle de su alimentación principal, las algas. No obstante, acepta tanto artemia como mysis, no planteando problemas de alimentación. Se reporta que en acuarios pequeños o con poca roca, los ejemplares pequeños suelen perecer por inanición.
Es pacífico y puede convivir, salvo con ejemplares de su misma especie o apariencia similar, con cualquier especie animal de las habituales en el comercio de acuariofilia.